# Blang Geuleudieng
Blang Geuleudieng is een bestuurslaag in het regentschap Pidie van de provincie Atjeh, Indonesië. Blang Geuleudieng telt 295 inwoners (volkstelling 2010).